# سفارت بلغارستان در کی‌یف
سفارت بلغارستان در کی‌یف (به لاتین: Embassy of Bulgaria) یک سفارت در اوکراین است که در کی‌یف واقع شده‌است.